# Oscar Cantoni
Oscar Cantoni (nacido el 1 de septiembre de 1950) es un cardenal italiano de la Iglesia católica que ha sido obispo de Como desde 2016. Anteriormente fue obispo de Crema de 2005 a 2016.
El 29 de mayo de 2022, el papa Francisco anunció que lo haría cardenal en un consistorio programado para el 27 de agosto.

## Primeros años de vida
Cantoni nació en Lenno el 1 de septiembre de 1950 y se había mudado con su familia al pueblo cercano, Tremezzo, a la edad de ocho años. En 1970, después de los estudios en el Pontificio Colegio Gallio fundado por los Padres Somaschi, entró en el seminario diocesano para estudiar teología.  El 28 de junio de 1975, Cantoni fue ordenado sacerdote de la diócesis de Como por el obispo Teresio Ferraroni.
Hasta 1982 ejerció la actividad pastoral en la parroquia de Santa Maria Regina de Muggiò. Luego enseñó religión en el instituto técnico Plinio Como. El 11 de julio de 2000, el papa Juan Pablo II le concedió el título de Prelado Honorario de Su Santidad. En 2003 se convirtió en vicario episcopal para el clero de la diócesis.

## Ministerio episcopal

### Obispo de Crema
El papa Juan Pablo II lo nombró XXVII Obispo de la Diócesis de Crema el 25 de enero de 2005.
Recibió la Consagración episcopal el 5 de marzo, por Mons. Alessandro Maggiolini, obispo de Como; con Mons. Teresio Ferraroni, Obispo emérito de Como, y Mons. Paolo Romeo, Nuncio apostólico en Italia.
Cantoni recibió una delegación de la Conferencia Episcopal de Lombardía para la vida consagrada y pasó a formar parte de la comisión episcopal homóloga de la CEI. También fue designado para una visita pastoral a todos los seminarios italianos el 16 de junio de 2005.
El 12 de octubre de 2007, Cantoni había tenido su primera visita pastoral y se le dio permiso para actuar en todas las parroquias de su diócesis. El permiso terminó en 2011.
En 2009, luego de dos años de intenso trabajo preparatorio en Uni-Crema, 'la universidad libre para los adultos', 'contribuyó a la promoción de la ciudadanía cultural y social' en el surco del 'humanismo cristiano y la tradición cristiana'. En septiembre de 2010 se convirtió en el primer obispo de Italia en organizar y lanzar una 'misión juvenil' diocesana, una invasión pacífica de 'jugadores de Dios' para comunicar Su amistad y Su bendición no sólo en las iglesias sino también en los clubes nocturnos, teatros, a través de deporte, etc.
Al final de su visita pastoral, en 2011, organizó una asamblea eclesial 'para preparar a nuestra Iglesia para afrontar los tiempos que se avecinan', abierta a todas las partes de la diócesis: sacerdotes, asociaciones y grupos y creyentes individuales.  Se caracterizó por un debate público que tiene lugar en tres noches, del 17 al 19 de marzo con su cierre el 10 de abril.
El 21 de noviembre de 2010 recibió la insignia de Gran Oficial de la Orden del Santo Sepulcro y fue nombrado Gran Prior de la Lugartenencia para el norte de Italia por decreto del cardenal John Patrick Foley, gran maestre de la orden.

### Obispo de Como
El 4 de octubre de 2016, el papa Francisco lo nombró CXVI Obispo de la Diócesis de Como.
Tomó posesión canónica el 27 de noviembre de 2016.
El 12 de julio de 2022 fue nombrado miembro del Dicasterio para los Obispos ad quinquennium.

## Cardenalato
Fue creado cardenal por el papa Francisco en el Consistorio celebrado el 27 de agosto de 2022, asignándole el Título de Santa María "Regina Pacis" en Monte Verde.
El 7 de octubre de 2022 fue nombrado miembro del Dicasterio para los Obispos.

## Honores
- Orden Ecuestre del Santo Sepulcro de Jerusalén (2010)
- Mérito Cerchio Aperto (1998)